# Glückel von Hameln
Glückel von Hameln (parfois écrit Gluckel, Glikl fun Hemln ou Glikl de Hamelin, en yiddish : גליקל בת ר' יהודה לייב האַמיל), de son nom complet Glikl bas Judah Leib de Hamelin (1646, Hambourg – 19 septembre 1724, Metz), est une commerçante de la haute-bourgeoisie juive rhénane, célèbre pour son journal intime rédigé en yiddish et contenant un tableau fort détaillé et extrêmement précis de la vie juive en Allemagne occidentale, de la fin du XVIIe siècle au début du XVIIIe siècle.

## Biographie
Glückel vit à Hambourg, où son premier mari Haïm est un homme d'affaires influent. À sa mort en 1689, Glückel, déjà impliquée dans les affaires familiales, reprend l'affaire, faisant des transactions avec des marchés à Leipzig, Berlin, Vienne, poussant souvent jusqu'à Amsterdam, Metz et Paris. C'est à cette époque qu'elle débute son journal.
En 1700, elle épouse en secondes noces un banquier de Metz et s'installe dans cette ville. Cependant, la faillite de son mari Cerf Levy emporte leur fortune. Il meurt douze ans plus tard. En 1715, elle reprend la rédaction de son journal, qu'elle avait interrompu peu avant après son mariage, en 1699.

## Mémoires - journal
Écrits en yiddish, ses mémoires sont originellement destinés à ses descendants. La première partie est un testament de vie les incitant à vivre en conformité avec l'éthique. Les historiens redécouvrant ce journal, s'en servent pour comprendre la vie en ce temps. Ce journal est l'un des plus anciens documents connus en yiddish, précédant la littérature yiddish moderne de plus d'un siècle. Il est de plus tenu par une femme, fait exceptionnel et extrêmement rare à cette période.
Dans son journal, Glückel décrit des événements-clés, affectant les Juifs et le monde, comme la ferveur messianique suscitée par Sabbataï Zvi, à laquelle elle ne prend pas part, ou l'impact des guerres de Suède menées par le roi Charles XII. D'autre part, elle brosse la vie quotidienne des Juifs habitant la vallée du Rhin. Elle y consigne aussi avec grande satisfaction les mariages contractés par les douze enfants nés de son premier mariage avec les membres des meilleures familles juives d'Europe.
Le manuscrit de Glückel est conservé par ses enfants et petits-enfants. Il est recopié par son fils, Moshe Hamel, dont hérite le fils de celui-ci, Hayim Hamel (mort en 1788), puis par leurs descendants, Yossef Hamel et Hayim Hamel Segal de Königsberg (actuelle Kaliningrad). Le manuscrit est ensuite déposé dans la Bayerische Staatsbibliothek dans la seconde moitié du XIXe siècle.

### Publications
Le manuscrit est publié en yiddish, en 1892, par David Kaufmann à Pressburg (actuelle Bratislava) sous le titre de Zikhroïnes Glikl Hamel (Mémoires de Glikl Hamel).
Bertha Pappenheim, qui est l'une de ses descendantes lointaines, traduit en allemand le journal, publié à Vienne en 1910.
Une traduction allemande abrégée et commentée par Alfred Feilchenfeld parait en 1922. La première traduction hébraïque est publiée en 1929 par Rabinovitz, qui ajoute des références détaillées pour les nombreuses citations dont Glückel faisait usage.

### Réception
Sol Liptzin décrit Glückel comme « très versée dans les légendes du Talmud », « familière des traités de Moussar » et « profondément influencée par les Tkhines, prières de dévotion destinées aux femmes. » « Son style, écrit-il, avait le charme de la simplicité et l'intimité et les qualités de sincérité, de la représentation vivante et imagée ».

## Exposition
Le Musée juif de Berlin consacre une exposition entièrement dédiée à Glückel de Hamelin, en vue d'illustrer la vie des Juifs d'Allemagne avant leur émancipation et la montée en puissance de la Haskala.

## Éditions

### Publication originelle
- Zikhroynes Glikl Hamel Die Memoiren der Glückel von Hameln, 1645-1719. Herausg. von David Kaufmann. Frankfurt am Main, J. Kauffmann, 1896. 8vo. en yiddish (avec caractères hébraïques), et introduction en allemand.

### Traductions en allemand
- "Die Memoiren der Glückel von Hameln" Aus dem Jüdisch-Deutschen von Bertha Pappenheim (Autorisierte Übertragung nach der Ausgabe von Prof. Dr. David Kaufmann, Wien, 1910. Mit einem Vorwort von Viola Roggenkamp. Weinheim und Basel: Beltz Verlag, 2005.
- Denkwürdigkeiten der Glückel von Hameln Aus dem Jüdisch-Deutschen übersetzt, mit Erläuterungen versehen und hrsg. von Alfred Feilchenfeld. Mit 25 Bildbeigaben, Berlin, Jüdischer Verlag, 1922.

### Traductions en anglais
- Memoirs of Glückel of Hameln translated by Marvin Lowenthal, 1977  (ISBN 0805205721)
- The Life of Glückel of Hameln 1646-1724, written by herself. Translated from the original Yiddish and edited by Beth-Zion Abrahams, Yoselof 1963 (1962 Horovitz Publ. Co., London).